# Dzików Stary (gromada)
Dzików Stary (od 1968 Stary Dzików) – dawna gromada, czyli najmniejsza jednostka podziału terytorialnego Polskiej Rzeczypospolitej Ludowej w latach 1954–1972.
Gromady, z gromadzkimi radami narodowymi (GRN) jako organami władzy najniższego stopnia na wsi, funkcjonowały od reformy reorganizującej administrację wiejską przeprowadzonej jesienią 1954 do momentu ich zniesienia z dniem 1 stycznia 1973, tym samym wypierając organizację gminną w latach 1954–1972.
Gromadę Dzików Stary z siedzibą GRN w Dzikowie Starym (od 1968 pod nazwą Stary Dzików) utworzono – jako jedną z 8759 gromad na obszarze Polski – w powiecie lubaczowskim w woj. rzeszowskim na mocy uchwały nr 26/54 WRN w Rzeszowie z dnia 5 października 1954. W skład jednostki weszły obszary dotychczasowych gromad Dzików Stary i Dzików Nowy oraz przysiółek Koziejówka z dotychczasowej gromady Ułazów ze zniesionej gminy Dzików Stary w tymże powiecie. Dla gromady ustalono 16 członków gromadzkiej rady narodowej.
1 stycznia 1960 do gromady Dzików Stary włączono wieś Ułazów ze zniesionej gromady Niemstów w tymże powiecie.
14 lutego 1968 nazwę Dzików Stary zmieniono na Stary Dzików.
1 stycznia 1969 do gromady Stary Dzików włączono obszar zniesionej gromady Cewków w tymże powiecie.
Gromada przetrwała do końca 1972 roku, czyli do kolejnej reformy gminnej. 1 stycznia 1973 w powiecie lubaczowskim reaktywowano gminę Stary Dzików.